# Équipe des îles Vierges britanniques de football
Cet article traite de l'équipe masculine. Pour l'équipe féminine, voir Équipe des îles Vierges britanniques féminine de football.
Ne doit pas être confondu avec Équipe des îles Vierges des États-Unis de football.
Maillots
L’équipe des îles Vierges britanniques de football est une sélection des meilleurs joueurs islo-britanniques sous l'égide de la fédération des îles Vierges britanniques de football, dirigé par le président de cette fédération Andy Binckerton. Le joueur le plus capé ainsi que le meilleur buteur se nomme Avondale Williams, avec 17 matchs pour six buts. L'équipe est créée en 1968 mais est affilié a la FIFA qu'en 1974.
L'entraîneur portugais André Villas-Boas (connu pour avoir entraîné Chelsea, Tottenham, Porto ou encore l'Olympique de Marseille) a notamment commencé sa carrière d'entraîneur dans cette sélection, à l'âge de 21 ans.

## Histoire
Les premiers matchs de football dans les îles Vierges britanniques opposaient les membres de la Royal Navy aux expatriés. En 1968, l'équipe des îles Vierges britanniques est fondée par une équipe de la Royal Engineers, et peu après, en 1973, la fédération des Îles Vierges britanniques est fondée. En 1974, elle est affiliée à la FIFA.
Au début des années 1970, des matchs sont organisés entre St Thomas et St Croix et la fédération se forme.
En 1986, l'équipe nationale remporte le championnat des Îles-sous-le-Vent britanniques.
Engagée à six reprises dans les éliminatoires de la compétition, elle ne s'est jamais qualifiée pour une phase finale de Coupe du monde.

## Classement FIFA
L'équipe des iles Vierges britanniques traine dans les dernières places du Classement mondial de la FIFA, à la 208e place sur 210. Depuis la création du classement FIFA, la place moyenne de l'équipe des iles vierges britanniques et 185e. Son meilleur classement était en 1999 et 2002 où l'équipe figurait à la 161e place. 
| Année              | 1999 | 2000 | 2001 | 2002 | 2003 | 2004 | 2005 | 2006 | 2007 | 2008 | 2009 | 2010 | 2011 | 2012 | 2013 | 2014 | 2015 | 2016 | 2017 | 2018 | 2019 | 2020 | 2021 | 2022 | 2023 |
| ------------------ | ---- | ---- | ---- | ---- | ---- | ---- | ---- | ---- | ---- | ---- | ---- | ---- | ---- | ---- | ---- | ---- | ---- | ---- | ---- | ---- | ---- | ---- | ---- | ---- | ---- |
| Classement mondial | 161  | 172  | 163  | 161  | 175  | 165  | 171  | 190  | 192  | 180  | 191  | 176  | 199  | 191  | 196  | 202  | 199  | 204  | 205  | 207  | 208  | 208  | 208  | 209  | 205  |

## Palmarès

### Parcours en Coupe du monde
| Année | Position     |      | Année         | Position |               | Année | Position |
| 1930  | Non inscrite | 1974 | Non inscrite  | 2010     | Non qualifiée |       |          |
| 1934  | Non inscrite | 1978 | Non inscrite  | 2014     | Non qualifiée |       |          |
| 1938  | Non inscrite | 1982 | Non inscrite  | 2018     | Non qualifiée |       |          |
| 1950  | Non inscrite | 1986 | Non inscrite  | 2022     | Non qualifiée |       |          |
| 1954  | Non inscrite | 1990 | Non inscrite  | 2026     | Non qualifiée |       |          |
| 1958  | Non inscrite | 1994 | Non inscrite  | 2030     | À venir       |       |          |
| 1962  | Non inscrite | 1998 | Non inscrite  | 2034     | À venir       |       |          |
| 1966  | Non inscrite | 2002 | Non qualifiée |          |               |       |          |
| 1970  | Non inscrite | 2006 | Non qualifiée |          |               |       |          |

### Parcours en Gold Cup
| Année | Position     |      | Année         | Position |               | Année | Position      |  | Année | Position |
| 1963  | Non inscrite | 1989 | Non inscrite  | 2007     | Non qualifiée | 2025  | Non qualifiée |  |       |          |
| 1965  | Non inscrite | 1991 | Non inscrite  | 2009     | Non qualifiée |       |               |  |       |          |
| 1967  | Non inscrite | 1993 | Non qualifiée | 2011     | Non qualifiée |       |               |  |       |          |
| 1969  | Non inscrite | 1996 | Non qualifiée | 2013     | Non qualifiée |       |               |  |       |          |
| 1971  | Non inscrite | 1998 | Non qualifiée | 2015     | Non qualifiée |       |               |  |       |          |
| 1973  | Non inscrite | 2000 | Non qualifiée | 2017     | Non qualifiée |       |               |  |       |          |
| 1977  | Non inscrite | 2002 | Non qualifiée | 2019     | Non qualifiée |       |               |  |       |          |
| 1981  | Non inscrite | 2003 | Non qualifiée | 2021     | Non qualifiée |       |               |  |       |          |
| 1985  | Non inscrite | 2005 | Non qualifiée | 2023     | Non qualifiée |       |               |  |       |          |

### Parcours en Ligue des nations
| Édition   | Ligue | Phase de groupes | Phase de groupes | Phase de groupes | Phase de groupes | Phase de groupes | Phase de groupes | Phase de groupes | Phase finale | Phase finale | Phase finale | Phase finale | Phase finale | Phase finale | Phase finale | Phase finale |
| Édition   | Ligue | Class.           | M                | V                | N                | D                | BM               | BE               | Pays hôte    | Résultat     | M            | V            | N            | D            | BM           | BE           |
| --------- | ----- | ---------------- | ---------------- | ---------------- | ---------------- | ---------------- | ---------------- | ---------------- | ------------ | ------------ | ------------ | ------------ | ------------ | ------------ | ------------ | ------------ |
| 2019-2020 | C     | 3/3              | 4                | 0                | 0                | 4                | 5                | 15               | 2020         | Inéligible   | Inéligible   | Inéligible   | Inéligible   | Inéligible   | Inéligible   | Inéligible   |
| 2022-2023 | C     | 3/3              | 4                | 0                | 2                | 2                | 3                | 11               | 2023         | Inéligible   | Inéligible   | Inéligible   | Inéligible   | Inéligible   | Inéligible   | Inéligible   |
| 2023-2024 | C     | 2/3              | 4                | 1                | 2                | 1                | 7                | 6                | 2024         | Inéligible   | Inéligible   | Inéligible   | Inéligible   | Inéligible   | Inéligible   | Inéligible   |
| 2024-2025 | C     | 3/3              | 4                | 0                | 0                | 4                | 1                | 7                | 2025         | Inéligible   | Inéligible   | Inéligible   | Inéligible   | Inéligible   | Inéligible   | Inéligible   |
| 2026-2027 | C     | /3               | 0                | 0                | 0                | 0                | 0                | 0                | 2027         | Inéligible   | Inéligible   | Inéligible   | Inéligible   | Inéligible   | Inéligible   | Inéligible   |
| Total     | Total | Total            | 16               | 1                | 4                | 11               | 16               | 39               | Total        | Total        | 0            | 0            | 0            | 0            | 0            | 0            |

## Joueurs

### Sélection actuelle

#### Appelés récemment
Les joueurs suivants ne font pas partie du dernier groupe appelé mais ont été retenus en équipe nationale lors des 12 derniers mois.
| Pos. | Nom | Date de Naissance | Sél. | Buts | Club (au moment de leur dernière convocation) | Dernier appel |
| ---- | --- | ----------------- | ---- | ---- | --------------------------------------------- | ------------- |